# وولکوو (استان آمور)
وولکوو (به لاتین: Volkovo) یک منطقهٔ مسکونی در روسیه است که در استان آمور واقع شده‌است.